# Мистификация Алана Макмастерса
Мистификация с Аланом Макмастерсом — одна из крупнейших мистификаций, допущенных в англоязычной Википедии. Началась с того, что в феврале 2012 года группа британских студентов отредактировала статью об электрических тостерах, в шутку включив туда ложное утверждение, что тостеры изобрёл вымышленный шотландский учёный по имени Алан Макмастерс (англ. Alan MacMasters) в 1893 году. Один из участников в следующие годы решил развить шутку до полноценной мистификации, создав отдельную статью о Макмастерсе. Мистификацию цитировали газеты и другие организации, пока обман не был раскрыт в 2022 году. У тостера нет одного изобретателя, эта технология совершенствовалась между 1890 и 1920 годами разными изобретателями и компаниями.

## Истинная История
6 февраля 2012 года Алан Макмастерс, студент факультета аэрокосмической техники Университета Суррея, присутствовал на лекции по динамике, где лектор запретил использовать Википедию, называя её недостоверным источником. В качестве доказательства лектор упомянул, что его друг Мэдди Кеннеди отредактировал статью о тостерах, представив себя якобы изобретателем, и с тех пор эта шуточная правка не была отменена.
После лекции Алан со своими друзьями открыл статью и заменил имя Мэдди Кеннеди на Алана Макмастерса, заявив, что якобы тот изобрел тостер в Эдинбурге в 1893 году. Правка не была отменена.
Год спустя Алекс, один из друзей Алана, решил провести эксперимент и проверить, насколько далеко он сможет раздуть мистификацию. В феврале 2013 года он создал уже отдельную статью об Алане Макмастерсе, добавив туда свою фотографию, обработанную так, что она выглядела как фотография из XIX века. Затем Алекс со своими друзьями в следующие годы составил полноценную биографию «учёного».
В статье, в частности, упоминалось, что у тостера не было коммерческого успеха, что Макмастерс также изобрёл электрический чайник и что один из его тостеров спровоцировал пожар на кухне английской домохозяйки.
Статью-шутку в итоге цитировали журналы, другие энциклопедии, правительственные учреждения. Историю учёного Макмастерса увековечил музей и библиотека Хэгли в Делавэре. Алекс в итоге использовал эти статьи, чтобы подтвердить утверждения в своей статье. Известно, что одна из начальных школ в Шотландии посвятила день Макмастерсу. Учёный стал одним из 989 кандидатов на добавление его изображения на 50-фунтовую банкноту Англии. При проведении референдума о независимости Шотландии в 2014 году шотландское правительство ссылалось на историю Макмастерса как на доказательство того, что независимая Шотландия способна добиться успеха.

## Раскрытие и последствия
В июле 2022 года участник Adam в разделе r/WikipediaVandalism сайта Reddit, посвящённом вандализму в статьях Википедии, утверждал, что фотография Макмастерса в статье явно является подделкой, обработанной в Photoshop. Об учёном он узнал во время лекции на классном уроке. Пользователи сайта усомнились в достоверности самой статьи, и её исследованием занялись участники форума Wikipediocracy. Они доказали, что статья была мистификацией, и сообщили об этом администраторам Википедии. Статья была быстро удалена, а учётная запись Алекса в Википедии заблокирована.
Алекс анонимно дал интервью на сайте Wikipediocracy, признавшись, что впервые осознал, насколько его шутка оказалась опасной, когда он обнаружил упоминание Алана Макмастерса в книге о викторианских изобретателях. Алан отметил, что по-прежнему анонимно редактирует Википедию.